# 西貢市

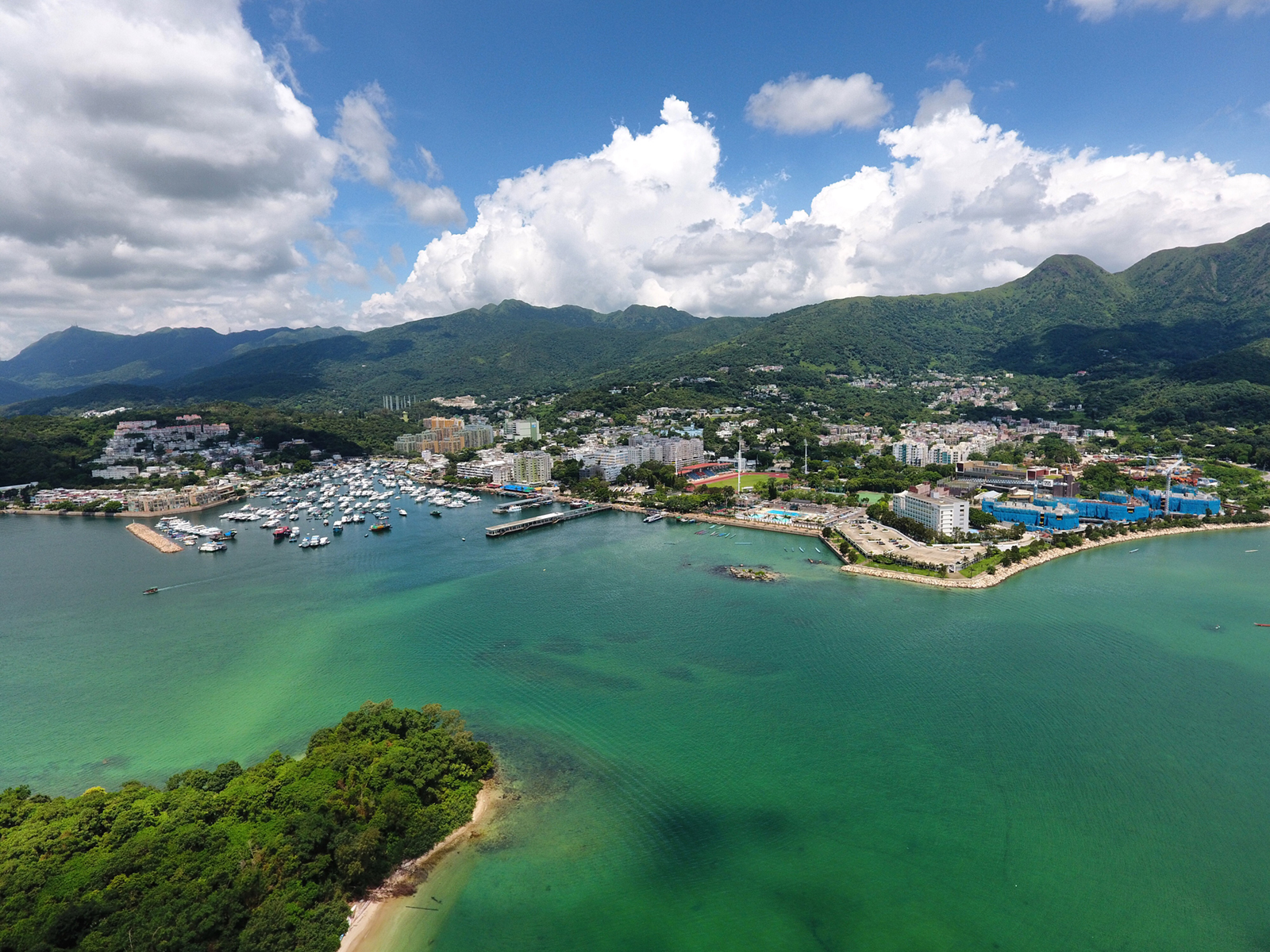
2017年の西貢市の遠景

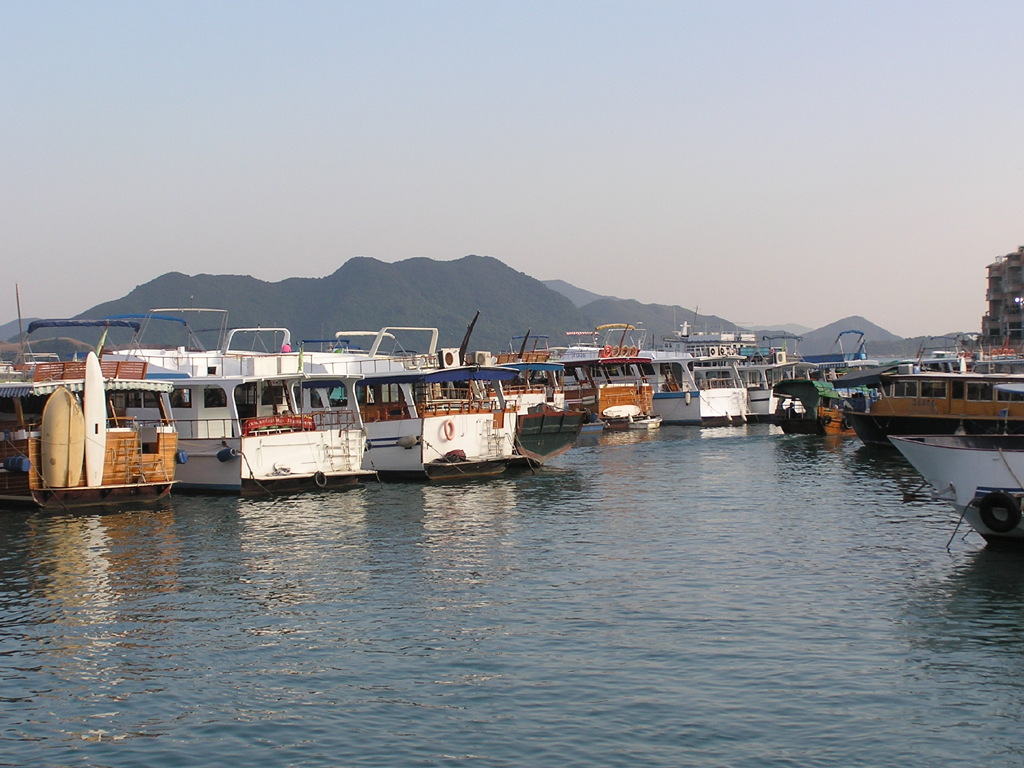
西貢の港

西貢市 (さいこうし、Sai Kung Town) または西貢 (Sai Kung) は、西貢半島にある町で、西貢海 (Inner Port Shelter) に面しており、香港、新界の西貢区の一部である。西貢は、周辺の村々の中央にあり、そのためにこの地名は、これらの地域を含む場合がある。

## 歴史
西貢海は、漁師は現在でもここで漁をしている。この湾は、台風シェルターにもなっており、地域の観光業に使われる電動ジャンクがつながれている。現在では、これらの船は、魚釣りや水泳のために借りることができる。
西貢市は、1970年代に大規模な拡張が行われ、万宜水庫と関連水利計画の建設のために、西貢の村民や漁師は新しい住居へ移転する必要があった。この移転により、町の中心部に、政府が設立した新しい住宅や商業施設が多く建設された。政府のマーケットタウン計画のもとで対面海も開発された。
啓徳から赤鱲角へ香港国際空港が移転する以前、町は世界中の空港スタッフに人気の住宅エリアであった。

## 公共住宅

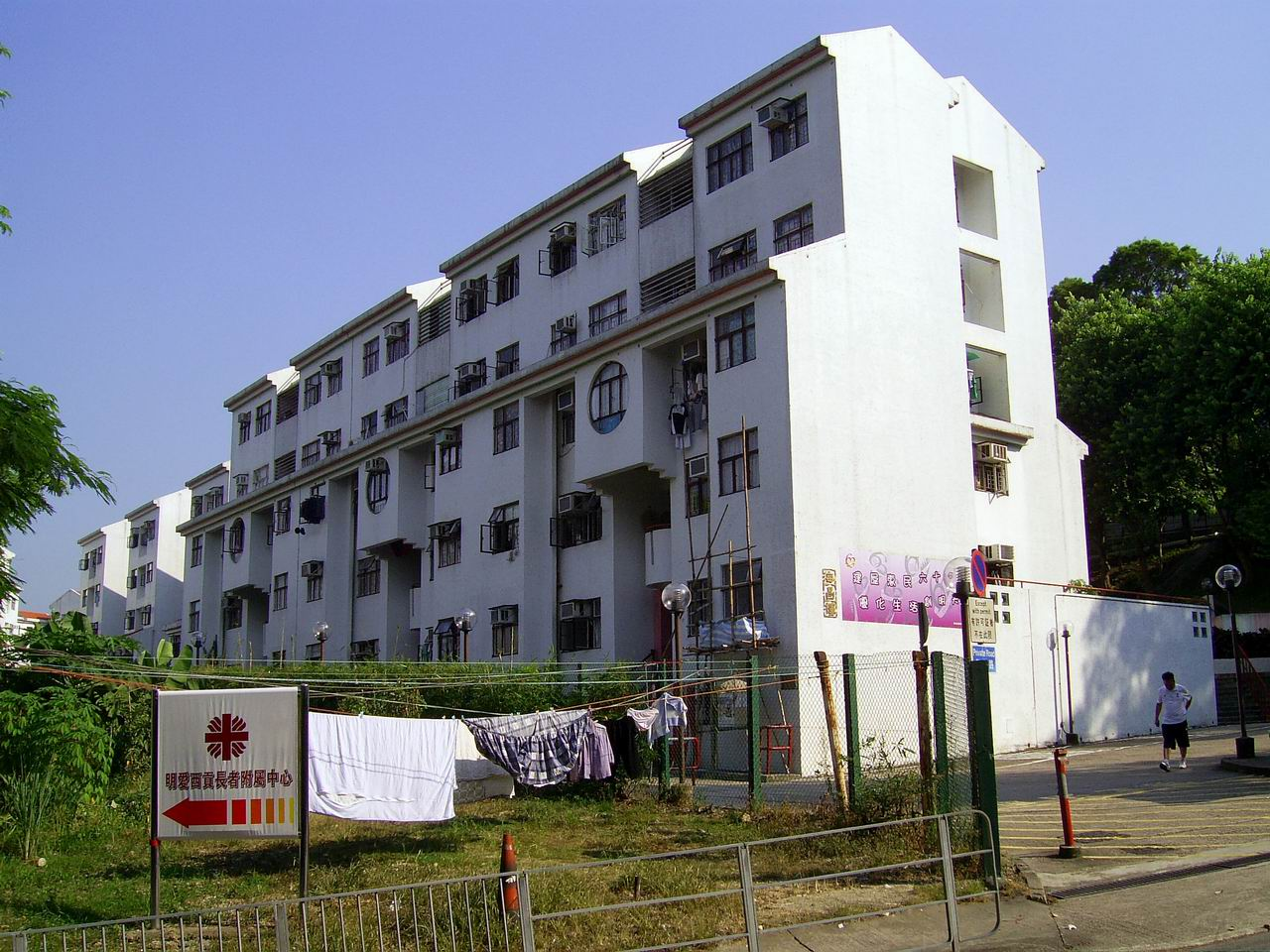
対面海村

対面海村 (Tui Min Hoi Chuen) は、対面海にある公共住宅団地であり、香港住宅協会によって開発された。これは、香港住宅協会によって開発された最初の田園公共住宅団地である。1984年、1985年、1986年に完成した5階建ての4つの建物から構成されている。

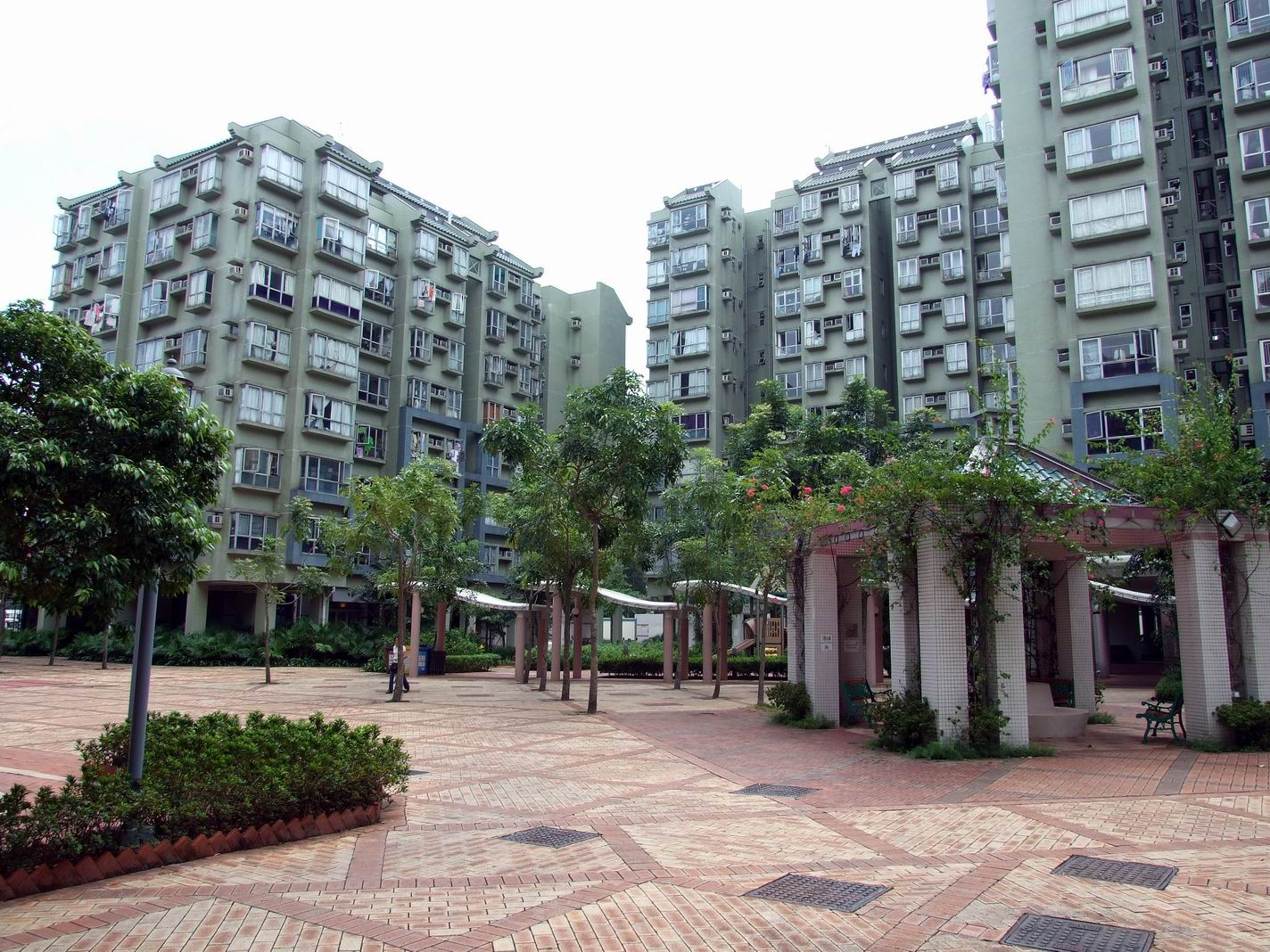
翠塘花園（レイクサイド・ガーデン）

翠塘花園 (Lakeside Garden) は、公共住宅団地であり、埋立地にある。これは、香港住宅協会によって開発された3番目の田園公共住宅団地である 1997年に完成した11の住宅ブロックから構成されている。賃貸用の1ブロックを除き、他の10ブロックは販売されている。

## 交通
西貢は、バスや公共ミニバスで訪れることができる。西貢へは、MTRは乗り入れていない。フェリーは、西貢海にある近くの島々や、孤立した海岸沿いの村々に行くために利用されており、近くの島の1つにあるゴルフコースのアクセスにも使用されている。

## メディア
西貢には、Sai Kung & Clearwater Bay Magazineという、無料で配布される英語の月刊誌がある。ウェブサイトは、Saikung.com。